# Кунжутова олія

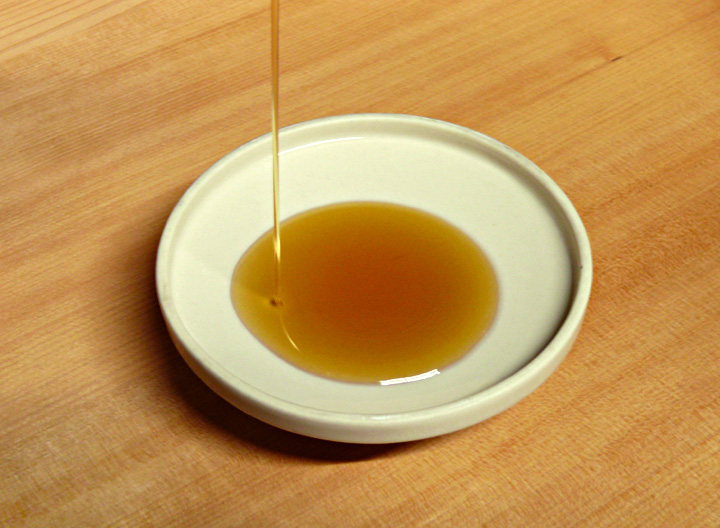
Кунжутова олія

Кунжутова, кунжутна, сезамова олія — рослинна олія, що отримується з насіння рослини Sesamum indicum (кунжут, сезам).

## Загальний опис
Нерафінована кунжутова олія холодного віджиму має яскраво виражений аромат кунжуту і приємний смак.
Кунжутова олія, вироблена з використанням термічної обробки або штучно розбавлена олійними матеріалами, має жовтий колір, майже не має запаху (слабкий горіховий, солодкуватий аромат).
Олія, вичавлена зі смаженого кунжуту, має темний колір.

## Історія
Кунжутну олію почали виготовляти близько 3500 року до нашої ери в Індії. Мешканці найдавніших міст долини Інду — Хараппи і Мохенджо-Даро — виробляли її не лише для власних потреб, а й постачали її до Месопотамії. Сучасні мешканці Південної Індії називають кунжут називають «ел» або «еллі». Можливо, саме від цього слово походить і шумерська назва кунжутної олії, «ілу», яку згодом запозичили інші народи для позначення олії взагалі.
Використання кунжутної олії сьогодні вважають одним із «стовпів китайської кухні».

## Склад і фізичні властивості
Кунжутова олія багата на поліненасичені жирні кислоти.
Зміст кислот (у %):
- 4–6 % — стеаринова
- 7–8 % — пальмітинова
- Близько 0,1 % — міристинова
- До 1,0 % — арахінова
- 35–48 % — олеїнова
- 37–48 % — лінолева
- До 0,5 % — гексадеценова кислота

Хоча саме насіння кунжуту містить багато корисних мінералів, як-от магній, фосфор, кальцій, в олію ці мінерали не переходять. Неодноразовий аналіз показав, що кунжутова олія, на відміну від насіння та пасти з неї, не містить солей цих металів.
Температура застигання олії від –3 до –7 °C, кінематична в'язкість (133–207)10−6 м2/сек, йодне число 103–117.
Олія може зберігатися до 9 років завдяки тому, що до складу входять антиоксиданти, переважно сезамол (метиловий ефір оксігідрохінона).

## Застосування
Олію використовують в кондитерській, консервній та інших галузях харчової промисловості, а також для технічних цілей. Широко вживається в азійських кухнях (японській, китайській, корейській та інших).

### Застосування вкосметології
Олія може глибоко проникати в шкіру, зволожуючи, живлячи, очищаючи її (виводить непотрібні продукти метаболізму), припиняючи старіння.
Також кунжутова олія є чудовим УФ-фільтром, поглинаючи шкідливі промені. Завдяки цьому її часто використовують у сонцезахисній косметології.
У Аюрведі сезамову олію (світлу) використовують зовнішньо при шкірних захворюваннях, а також для масажу.

### Застосування в медицині
- Дієва при різних легеневих захворюваннях, задишці, астмі, сухому кашлі.
- Рекомендується хворим на цукровий діабет.
- Зволожує кишку, очищає її від калу, застосовується як легке проносне.
- Використовується при недокрів'ї, внутрішніх кровотечах, гіперфункції щитоподібної залози.
- Контролює кислотність крові.
- При ожирінні сприяє схудненню і зміцнює тіло.
- Підвищує число тромбоцитів і покращує згортання крові. Через це олія протипоказана при підвищеному згортанні крові, схильності до тромбоутворення і варикозної хвороби.